# Premier lord du Trésor
Le premier lord du Trésor (en anglais : First Lord of the Treasury) est à la tête de la commission gouvernementale des lords du Trésor (Lords of the Treasury), exerçant l'ancien mandat du lord grand trésorier (Lord High Treasurer) du Royaume-Uni.
Cette charge est presque toujours occupée par le Premier ministre. Cependant, la fonction étant essentiellement honorifique, elle n'est pas l'équivalent du poste habituel de trésorier dans les autres gouvernements : l'équivalent le plus proche d'un trésorier au sein du gouvernement britannique est le chancelier de l'Échiquier (Chancellor of the Exchequer), qui tient le poste de second lord du Trésor.

## Historique
Dès le XVIIe siècle, les finances du royaume sont en général confiées à une commission, plutôt qu'à une seule personne. Depuis 1714, elles sont toujours confiées à une commission.
Finalement, le premier lord du Trésor est considéré comme étant à la tête de tous les ministères, et, à l'époque de Robert Walpole, il commence à être appelé officieusement « Premier ministre ». William Pitt le Jeune a un jour indiqué que le Premier ministre « devait être la personne en responsabilité des finances,. »
Les lords du Trésor (Lords Commissioners of the Treasury) furent créés après la démission du dernier lord grand trésorier (Lord Great Treasurer), Charles Talbot en 1714, nommé par la reine Anne sur son lit de mort.
Avant 1827, le premier lord du Trésor, lorsqu'il était roturier, occupait également le poste de chancelier de l'Échiquier (Chancellor of the Exchequer) alors que, lorsqu'il était pair, c’était le second lord du Trésor qui était nommé « chancelier ». Depuis 1827, le chancelier de l'Échiquier a toujours été second lord du Trésor lorsqu'il n'était pas également Premier ministre. Par convention, les autres lords du Trésor sont également whips à la Chambre des communes.
Au Royaume-Uni, ils sont au moins six commissaires (Commissioners) à être responsables du Trésor de Sa Majesté. Traditionnellement, ce conseil (servant d'agence publique pour le bureau du lord grand trésorier) est composé du premier lord du Trésor, du second lord du Trésor (Second Lord of the Treasury) et d'au moins quatre lords subalternes (Junior Lords).
Dès 1905, le Premier ministre est toujours également nommé premier lord du Trésor.

## Liste des premiers lords du Trésor de 1714 à 1905
Depuis 1905, tous les premiers lords du Trésor étaient simultanément Premiers ministres : voir la liste des Premiers ministres du Royaume-Uni.
Les noms en italique ont exercé la fonction de Premier ministre simultanément. 
Légende
(partis politiques)
- Whig
- Tory
- Conservateur
- Libéral
- Travailliste
- Peelite

| Nom | Nom                        | Début du mandat  | Fin du mandat    | Parti politique |
| --- | -------------------------- | ---------------- | ---------------- | --------------- |
|     | Charles Montagu            | 13 octobre 1714  | 19 mai 1715      | Whig            |
|     | Charles Howard             | 23 mai 1715      | 10 octobre 1715  | Whig            |
|     | Robert Walpole             | 10 octobre 1715  | 12 avril 1717    | Whig            |
|     | James Stanhope             | 12 avril 1717    | 21 mars 1718     | Whig            |
|     | Charles Spencer            | 21 mars 1718     | 4 avril 1721     | Whig            |
|     | Robert Walpole             | 4 avril 1721     | 11 février 1742  | Whig            |
|     | Spencer Compton            | 16 février 1742  | 2 juillet 1743   | Whig            |
|     | Henry Pelham               | 27 août 1743     | 6 mars 1754      | Whig            |
|     | Thomas Pelham-Holles       | 16 mars 1754     | 16 novembre 1756 | Whig            |
|     | William Cavendish          | 16 novembre 1756 | 25 juin 1757     | Whig            |
|     | Thomas Pelham-Holles       | 2 juillet 1757   | 26 mai 1762      | Whig            |
|     | John Stuart                | 26 mai 1762      | 16 avril 1763    | Tory            |
|     | George Grenville           | 16 avril 1763    | 13 juillet 1765  | Whig            |
|     | Charles Watson-Wentworth   | 13 juillet 1765  | 30 juillet 1766  | Whig            |
|     | Augustus FitzRoy           | 30 juillet 1766  | 28 janvier 1770  | Whig            |
|     | Frederick North            | 28 janvier 1770  | 22 mars 1782     | Tory            |
|     | Charles Watson-Wentworth   | 27 mars 1782     | 1er juillet 1782 | Whig            |
|     | William Petty              | 4 juillet 1782   | 2 avril 1783     | Whig            |
|     | William Cavendish-Bentinck | 2 avril 1783     | 19 décembre 1783 | Whig            |
|     | William Pitt le Jeune      | 19 décembre 1783 | 14 mars 1801     | Tory            |
|     | Henry Addington            | 17 mars 1801     | 10 mai 1804      | Tory            |
|     | William Pitt le Jeune      | 10 mai 1804      | 23 janvier 1806  | Tory            |
|     | William Wyndham Grenville  | 11 février 1806  | 31 mars 1807     | Whig            |
|     | William Cavendish-Bentinck | 31 mars 1807     | 4 octobre 1809   | Whig            |
|     | Spencer Perceval           | 4 octobre 1809   | 11 mai 1812      | Tory            |
|     | Robert Jenkinson           | 9 juin 1812      | 10 avril 1827    | Tory            |
|     | George Canning             | 10 avril 1827    | 8 août 1827      | Tory            |
|     | Frederick John Robinson    | 31 août 1827     | 22 janvier 1828  | Tory            |
|     | Arthur Wellesley           | 22 janvier 1828  | 22 novembre 1830 | Tory            |
|     | Charles Grey               | 22 novembre 1830 | 16 juillet 1834  | Whig            |
|     | William Lamb               | 16 juillet 1834  | 17 novembre 1834 | Whig            |
|     | Robert Peel                | 10 décembre 1834 | 8 avril 1835     | Tory            |
|     | William Lamb               | 18 avril 1835    | 30 août 1841     | Whig            |
|     | Robert Peel                | 30 août 1841     | 29 juin 1846     | Conservateur    |
|     | John Russell               | 30 juin 1846     | 23 février 1852  | Whig            |
|     | Edward Smith-Stanley       | 23 février 1852  | 19 décembre 1852 | Conservateur    |
|     | George Hamilton-Gordon     | 19 décembre 1852 | 6 février 1855   | Peelite         |
|     | Henry John Temple          | 6 février 1855   | 20 février 1858  | Libéral         |
|     | Edward Smith-Stanley       | 20 février 1858  | 12 juin 1859     | Conservateur    |
|     | Henry John Temple          | 12 juin 1859     | 18 octobre 1865  | Libéral         |
|     | John Russell               | 29 octobre 1865  | 28 juin 1866     | Libéral         |
|     | Edward Smith-Stanley       | 28 juin 1866     | 27 février 1868  | Conservateur    |
|     | Benjamin Disraeli          | 27 février 1868  | 3 décembre 1868  | Conservateur    |
|     | William Ewart Gladstone    | 3 décembre 1868  | 20 février 1874  | Libéral         |
|     | Benjamin Disraeli          | 20 février 1874  | 23 avril 1880    | Conservateur    |
|     | William Ewart Gladstone    | 23 avril 1880    | 23 juin 1885     | Libéral         |
|     | Stafford Northcote         | 29 juin 1885     | 1er février 1886 | Conservateur    |
|     | William Ewart Gladstone    | 1er février 1886 | 25 juillet 1886  | Libéral         |
|     | Robert Gascoyne-Cecil      | 3 août 1886      | 14 janvier 1887  | Conservateur    |
|     | William Henry Smith        | 14 janvier 1887  | 6 octobre 1891   | Conservateur    |
|     | Arthur Balfour             | 6 octobre 1891   | 15 août 1892     | Conservateur    |
|     | William Ewart Gladstone    | 15 août 1892     | 5 mars 1894      | Libéral         |
|     | Archibald Primrose         | 5 mars 1894      | 25 juin 1895     | Libéral         |
|     | Arthur Balfour             | 25 juin 1895     | 5 décembre 1905  | Conservateur    |